# Christian Friedrich Nohr
Christian Friedrich Nohr (Langensalza (Turíngia), 7 d'octubre de 1800 - Meiningen, 5 d'octubre de 1875) fou un violinista i compositor alemany.
Fou un dels millors deixebles de Louis Spohr, i estudià composició amb Umbreit i Hauptmann. En la seva joventut va formar part duna orquestra de músics ambulants, però després degut a la protecció que li dispensà la princesa de Lobenstein, va poder estudiar amb bons mestres, com als anteriorment citats. L'any 1830, després de diverses gires artístiques, ingressà com a director de concerts en la capella del duc de Meiningen.
A més de molts lieder i música instrumental, va compondre les òperes Der Alpenhjrt, Liebeszauber, Die wunderbaren Lichter, Die vierjährige Posten, i els oratoris Martín Luther, Frauenlob, i Helvetia.